# Naxos (Sicília)
Naxos ou Naxus era uma antiga cidade grega, atualmente localizada na moderna Giardini Naxos, próxima de Taormina, na costa leste da Sicília.
Grande parte do local nunca foi construída e partes foram escavadas nos últimos anos.
Suas ruínas estão abertos ao público e um museu no local contém muitos achados.

## Nome
Não pode haver dúvida de que o nome foi derivado, como afirma Helânico, da origem dos primeiros colonos de Naxos na Grécia.